# Tantéga
Tantéga est l'un des six arrondissements de la commune de Matéri dans le département de l'Atacora au Bénin.

## Géographie
L'arrondissement de Tantéga est situé au nord-ouest du Bénin et compte 12 villages que sont Bampora, Bogodori, Dabogouhoun, Kandjo, Konehandri, Koussega, Madoga, Nambouli, Pouniari, Tambogou-koundri, Tanhoun et Tantéga.

## Démographie
Selon le recensement de la population de 2013 conduit par l'Institut national de la statistique et de l'analyse économique (INSAE), Tantéga compte 22 869 habitants.